# 6e cérémonie des Los Angeles Film Critics Association Awards
La 6e cérémonie des Los Angeles Film Critics Association Awards (LAFCA Awards), décernés par la Los Angeles Film Critics Association, a eu lieu le 9 janvier 1981, et a récompensé les films réalisés dans l'année 1980.

## Palmarès
Note : la LAFCA décerne deux prix dans chaque catégorie ; le premier prix est indiqué en gras.

### Meilleur film
- Raging Bull

### Meilleur réalisateur
- Roman Polanski pour Tess
  - Richard Rush pour Le Diable en boîte (The Stunt Man)

### Meilleur acteur
- Robert De Niro pour son rôle dans Raging Bull
  - John Hurt pour son rôle dans Elephant Man

### Meilleure actrice
- Sissy Spacek pour son rôle dans Nashville Lady (Coal Miner's Daughter)
  - Mary Tyler Moore pour son rôle dans Des gens comme les autres (Ordinary People)

### Meilleur acteur dans un second rôle
- Timothy Hutton pour son rôle dans Des gens comme les autres (Ordinary People)
  - Joe Pesci pour son rôle dans Raging Bull

### Meilleure actrice dans un second rôle
- Mary Steenburgen pour son rôle dans Melvin and Howard

### Meilleur scénario
- Return of the Secaucus 7 – John Sayles

### Meilleure photographie
- Tess – Ghislain Cloquet et Geoffrey Unsworth

### Meilleure musique de film
- Le Gang des frères James (The Long Riders) – Ry Cooder

### Meilleur film en langue étrangère
- Le Tambour (Die Blechtrommel)  Allemagne de l'Ouest

### New Generation Award
- Carroll Ballard

### Career Achievement Award
- Robert Mitchum

### Experimental/Independent Film/Video Award
(ex æquo)
- Yvonne Rainer – Journeys from Berlin/1971
- Joel DeMott – Demon Lover Diary